# Cure palliative
Una cura si definisce palliativa quando non è volta a raggiungere l'obiettivo della guarigione completa da una malattia, ma tende a combattere i sintomi divenuti ormai refrattari ad altri trattamenti clinici. Il termine cure palliative è utilizzato correttamente quando usato in riferimento alle cure rivolte a pazienti colpiti da una malattia la cui ultima evoluzione, non più evitabile, è la morte. Le cure palliative sono quindi un approccio clinico specialistico che mira a migliorare la qualità della vita dei malati nelle ultime fasi di una malattia inguaribile, attraverso la prevenzione e il sollievo dalla sofferenza, fisica, psicologica e spirituale. Sempre più frequentemente si tende a non relegare le cure palliative soltanto agli ultimi momenti della vita, anticipando la palliazione in affiancamento ad altre terapie, quando il paziente non sia ancora giunto alla fase terminale della malattia. Le cure palliative sono pertanto un approccio terapeutico attivo, tutt'altro che rinunciatario (come talvolta rischiano di essere considerate). Le cure palliative sono un diritto fondamentale dell'essere umano. Non si tratta solo di somministrare antidolorifici, ma di prendere in carico il dolore totale del paziente e della sua famiglia, anche mediante supporto psicologico e spirituale.
Esempi di queste terapie sono ad esempio l'uso di farmaci per la riduzione della dimensione di tumori al fine di ridurre il dolore o altri effetti negativi sul paziente, oppure il trattamento della nausea correlata alla chemioterapia (cure palliative simultanee), ma anche l'uso della morfina per trattare il dolore (ad esempio di metastasi ossee), o del metadone.

## Premessa
Nella lingua italiana il termine palliativo può essere erroneamente usato come sinonimo di inutile, e talvolta le cure palliative vengono confuse con l'effetto placebo mentre invece indica che non agisce sulla causa della malattia, ma sui suoi sintomi refrattari.
(Cherny N, Portenoy RK. Sedation in the management of refractory symptoms: guidelines
for evaluation and treatment.)
Per esempio quando il dolore è dovuto agli effetti di un cancro, la cura eziologica è la rimozione del cancro e quando questo non è più possibile la terapia palliativa comunque si attiva per eliminare il dolore. L'obiettivo generale delle cure palliative è quello di migliorare la qualità della vita delle persone con malattie gravi controllandone le funzioni quotidiane e diminuendo il carico dell'assistente familiare, con la riduzione del dolore e dei sintomi, l'identificazione e il supporto nei bisogni di chi assiste il paziente e il coordinamento delle cure. Queste cure possono essere fornite in qualsiasi fase della malattia insieme ad altri trattamenti con intenti curativi di prolungamento della vita e non sono limitate ai momenti di fine vita. In passato i servizi di cure palliative erano destinati a individui con cancro incurabile poi si sono applicate ad altre situazioni patologiche come l'insufficienza cardiaca grave, la malattia polmonare ostruttiva cronica, la sclerosi multipla e altre condizioni neurodegenerative.
Il termine deriva dal latino "pallium", che significa "mantello". Il pallio, nell'antica Grecia e nell'antica Roma era il telo che si poggiava su una spalla e si drappeggiava intorno al corpo, sopra la tunica. La giornata delle cure palliative ricorre infatti l'11 novembre, in occasione di San Martino (che divise il proprio mantello con un povero).
Il controllo del dolore, di altri sintomi e degli aspetti psicologici, sociali e spirituali è di fondamentale importanza. Lo scopo di queste cure è il raggiungimento della miglior qualità di vita possibile per i pazienti e le loro famiglie. Alcuni interventi sono applicabili anche più precocemente nel decorso della malattia, in aggiunta al trattamento oncologico.

## Origine del nome e diffusione
L'espressione "cure palliative" è derivata dal termine latino pallium ("il mantello che ti copre dietro"; protegge), sinonimo di assistenza (ad-sistere = "stare (seduto) accanto"), accoglienza e, più precisamente, adesione solidale e supporto (lett. portare sotto) ai malati e al loro nucleo familiare ed affettivo, nonché sollievo al dolore.
Le cure palliative sono erogate tramite un'équipe transdisciplinare comprendente medici palliativisti, medici di medicina generale, infermieri, psicologi, fisioterapisti, assistenti sociali, volontari; l'assistenza è continua 24 ore su 24.

## Storia
La tradizione di fornire cure a tutti i bisognosi di conforto, anche ai moribondi, può essere considerata alla base dell'istituzione degli ospedali, carattere che acquisirono in particolare con il passaggio della gestione agli ordini ecclesiastici, durante il medioevo. La nascita della moderna medicina palliativa, intesa come consapevole e mirata opera del portare sollievo ai malati senza speranza di guarigione, è però attribuita a Cicely Saunders, ex assistente sociale e infermiera inglese, poi divenuta medico con lo specifico scopo di portare la medicina su un campo allora poco praticato. Dopo aver trascorso molti anni accudendo malati di tumore in fase terminale, Saunders decise di fondare un'istituzione apposita per permettere un trattamento dignitoso a tutti coloro su cui gravava una prognosi infausta. Vide così la luce nel 1967 il St Christopher, ospedale intitolato al patrono dei viaggiatori, in cui l'attenzione principale, non potendo più focalizzarsi sulla guarigione, si rivolgeva alla qualità dell'ultima parte della vita dei pazienti, attraverso cure studiate appositamente per limitarne la sofferenza e i disturbi più invalidanti. Il modello trovò accoglienza rapida, diffondendosi in tutto il mondo, grazie a istituzioni pubbliche e private, contribuendo a sviluppare una disciplina medica specifica.

### Dolore totale
(Cicely Saunders, Vegliate con me)
Così la dottoressa Saunders definiva il dolore totale, come un approccio di cura che riguardasse non solo il male fisico del paziente, ma tutti gli aspetti che contribuivano ad acutizzarlo. La Saunders se ne era resa conto curando i feriti della seconda guerra mondiale. Partendo da qui, aveva sviluppato, attraverso rigoroso studio e osservazione clinica, che se somministrati a intervalli regolari i farmaci antidolorifici potevano dare un estremo beneficio ai pazienti. Ma alla singola terapia medica andava poi aggiunto un concreto sostegno psicologico, sociale e spirituale: questi, assieme alla terapia medica costituiscono i quattro pilastri fondamentali delle cure palliative. Il dolore totale è un concetto cardine delle cure palliative, che occorre conoscere per comprenderne la ricchezza. È un approccio in un certo senso rivoluzionario, in quanto consente di guardare alla persona nella sua totalità.

## Obiettivi delle cure palliative
Obiettivo principale delle cure palliative è dare senso e dignità alla vita del malato fino alla fine, alleviando prima di tutto il suo dolore, e aiutandolo con i supporti non di ambito strettamente medico che sono altrettanto necessari, come si evince dalla precedente definizione. La dottoressa Cicely Saunders (infermiera inglese, poi laureatasi in medicina, che per prima concepì gli Hospice come luogo e metodo di trattamento dei malati e delle malattie terminali), amava ripetere ai suoi pazienti «Tu sei importante perché sei tu e sei importante fino alla fine». Questo tipo di medicina, dunque, non è solo una semplice cura medica, ma può favorire un percorso di riconciliazione e pacificazione rispetto alla vita del malato e delle persone che gli stanno attorno.
Gli obiettivi delle cure palliative sono: 
- Affermano il valore della vita, considerando la morte come un evento naturale;
- non prolungano né abbreviano l'esistenza del malato;
- provvedono al sollievo dal dolore e dagli altri sintomi;
- considerano anche gli aspetti psicologici e spirituali;
- offrono un sistema di supporto per aiutare il paziente a vivere il più attivamente possibile sino al decesso;
- aiutano la famiglia dell'ammalato a convivere con la malattia e poi con il lutto.[12]

### Pazienti oggetto di cure palliative
Si stima che ogni anno in Italia, su 250 000 persone che dovrebbero essere seguite con approccio palliativo, ben 160 000 sono malati di cancro, mentre le altre 90 000 farebbero parte della sfera delle malattie croniche degenerative. Questi ultimi sono destinati a crescere con il continuo invecchiamento della popolazione. La scelta di non ridurre le cure palliative, come spesso ancora succede, alle cosiddette cure degli ultimi giorni, generalmente non più di due settimane, richiede una sinergia tra medico di famiglia, medico oncologo e medico esperto in cure palliative (bisogna precisare che in Italia ancora non esiste una specializzazione post laurea definita, ma si arriva a fare cure palliative da percorsi diversi come l'oncologia, l'anestesia o la geriatria).

## Attuazione delle cure palliative
L'articolazione delle cure palliative possono essere ricondotte a tre nodi fondamentali: l'ospedale, l'hospice e le cure domiciliari.

### Hospice
L'hospice è la struttura residenziale per il malato che non risponde più alle terapie atte al prolungamento della vita e quando queste non sono più possibili al domicilio. Il ricoverato viene assistito con la sua famiglia da una équipe multidisciplinare che oltre all'approccio palliativo fornisce sostegno psicologico per un periodo solitamente limitato di tempo. In alcuni casi è possibile un ritorno a casa mentre in altri è il luogo nel quale il paziente vien accompagnato nei suoi ultimi giorni di vita. Solitamente l'accesso è libero per i familiari che possono restare anche per la notte. Si condividono alcuni spazi comuni in un ambiente solitamente accogliente con la possibilità di mantenere per quanto possibile le relazioni sociali. Ne esistono sia all'interno di ospedali sia in luoghi specifici e dedicati.
Gli standard programmatici di riferimento italiani, previsti dalla legge, indicano un valore da 30-50 posti letto per ogni milione di abitanti. All'esterno la struttura può avere un'area verde progettata per essere di aiuto a tutti gli ospiti.

### Cure domiciliari
È possibile attivare lo stesso tipo di assistenza che si riceve in hospice anche a livello domiciliare. È risaputo infatti che qualsiasi persona si trovi nella fase finale della vita preferisca di certo trascorrere questa nella propria casa. Occorre che ci siano dei requisiti fondamentali però, prima fra tutti la presenza di un familiare che si assume il compito di care giver (dall'inglese: "colui che dà assistenza"), che viene formato dagli operatori all'assistenza del malato nelle operazioni più semplici. A domicilio è prevista la visita periodica, a seconda delle fasi di malattia può essere più o meno frequente, della cosiddetta équipe domiciliare di cure palliative, di cui fanno parte il medico palliativista, l'infermiere, l'operatore socio-sanitario, lo psicologo e i volontari. Ma di là dalla visita periodica una buona équipe di cure palliative domiciliari deve garantire la disponibilità nelle 24 ore con reperibilità telefonica, per soddisfare ogni esigenza di "rapporto" sociale o di assistenza medica.

### In Italia: la rete
La rete di cure palliative, seppur autonoma, si integra con la rete della terapia del dolore.
In Italia il primo servizio di cure palliative domiciliari è nato nel 1977, grazie a una collaborazione tra Istituto Nazionale dei Tumori di Milano, Fondazione Floriani e i volontari della Sezione provinciale di Milano della Lega Italiana per la Lotta contro i Tumori. Il primo hospice è invece nato nel 1987. Si tratta della struttura che è sorta in Lombardia, presso la "Casa di cura Domus Salutis" di Brescia. Secondo il Libro Bianco degli hospice ad aprile 2010 erano 175 le strutture residenziali attive in tutta Italia con un disequilibrio ancora evidente tra nord e sud. Anche l'assistenza domiciliare in cure palliative, di cui è stata definita una prima mappatura ufficiale, promossa tra gli altri dal ministero della Salute, Società Italiana di Cure Palliative, Società Italiana di Medicina Generale e Fondazione Floriani, presenta ancora delle disparità tra regioni.
Nell'aprile 2012 il secondo Libro Bianco a cura dell'"Associazione No Pain Onlus" ha monitorato la situazione italiana a distanza di due anni dall'entrata in vigore della legge 38/2010. Appare evidente come la normativa non sia ancora stata applicata in tutti i suoi punti. I centri italiani presentano risorse esigue, personale impiegato a tempo parziale, modelli organizzativi e prestazioni elementari: aspetti che soddisfano solo minimamente gli standard internazionali per la gestione delle sindromi dolorose.

#### Legislazione italiana
Le leggi fondamentali per il movimento italiano delle cure palliative sono due. La prima ha avuto come scopo principale il finanziamento degli hospice per favorirne la nascita e lo sviluppo, effettivamente poi avvenuto negli anni 2000. La seconda legge ha invece voluto sancire l'istituzione della rete delle cure palliative, ovvero l'integrazione tra hospice e assistenza domiciliare.
(Legge 38/10, art. 7)

#### Volontariato
Ruolo importante all'interno delle cure palliative ha il mondo del volontariato. Le principali sigle sono riunite sotto la Federazione Cure Palliative.
Vera e propria pioniera in questo campo è stata la Fondazione Floriani, impegnata a Milano in questo campo fin dalla metà degli anni settanta. Nel 1987 nasce a Roma l'Antea, associazione che svolge l'attività di assistenza sia in casa sia in hospice, gratuitamente, per i malati in fase terminale e le loro famiglie.

## Livelli essenziali di assistenza (LEA)
Con il DPCM 12 gennaio 2017 di definizione ed aggiornamento dei livelli essenziali di assistenza (LEA), sono state caratterizzate le cure palliative e la terapia del dolore, con un approccio orientato alla presa in carico e al percorso di cura, distinguendo gli interventi per livelli di complessità ed intensità assistenziale.
Sono stati definiti i seguenti livelli di assistenza nell'ambito delle reti di cure palliative e delle reti di terapia del dolore:
- art. 15 Assistenza specialistica ambulatoriale, con il relativo nomenclatore delle prestazioni di specialistica ambulatoriale di cui all'Allegato 4, che prevede, per la prima volta, le visite multidisciplinari per le cure palliative e per la terapia del dolore, inclusa la stesura del Piano di assistenza individuale (PAI) e le visite di controllo per la rivalutazione del PAI.[20]
- art. 21 Percorsi assistenziali integrati: è garantito l'accesso unitario ai servizi sanitari e sociali, la presa in carico della persona attraverso la valutazione multidimensionale dei bisogni (VMD), sotto il profilo clinico, funzionale e sociale e la predisposizione di un Piano di assistenza individuale (PAI). L'approccio per percorso rappresenta un'importante novità, con la VMD che concorre a identificare il malato con bisogni complessi. Questi principi hanno una specifica rilevanza per le cure palliative e per la terapia del dolore. In particolare, le cure palliative confermate dai LEA in questa cornice escono dall'orizzonte temporale dell'end stage, estendendo il loro ambito di applicazione alle fasi precoci della malattia inguaribile a evoluzione sfavorevole.[21]
- art. 23 Cure palliative domiciliari: è stato definitivamente stabilito che tali cure debbono essere erogate dalle strutture Unità di Cure Palliative domiciliari-UCP e non più nell'ambito dell'assistenza domiciliare integrata. Sono, infatti, le UCP che erogano sia le Cure Palliative di base che quelle specialistiche, garantendo l’unitarietà e l'integrazione dei percorsi di cura con un'équipe curante di riferimento sul percorso e non sul setting assistenziale. Il coordinamento delle cure è puntualmente caratterizzato, all'art. 23, comma 1, lettere a) e b) e all'art. 21 comma 3, contribuendo a chiarire la responsabilità del rapporto di cura.[22]
- art. 31 Centri residenziali di Cure palliative – Hospice: si garantisce l'assistenza residenziale ai malati nella fase terminale della vita, in ambito territoriale.[23]
- art. 38 Ricovero ordinario per acuti: le cure palliative e la terapia del dolore sono per la prima volta espressamente citate come prestazioni cliniche, farmaceutiche, strumentali necessarie ai fini dell'inquadramento diagnostico e terapeutico, che devono essere garantite durante l'attività di ricovero ordinario. Il comma 2 stabilisce, infatti, che nell'ambito dell'attività di ricovero ordinario sono garantite tutte le prestazioni [...] incluse la terapia del dolore e le cure palliative.[24]

## Giornata nazionale del sollievo
Istituita con direttiva del presidente del Consiglio dei Ministri il 24 maggio 2001, su proposta del prof. Umberto Veronesi (ministro pro tempore della Sanità), la giornata nazionale del sollievo nasce con lo scopo di «promuovere e testimoniare, attraverso idonea informazione e tramite iniziative di sensibilizzazione e solidarietà, la cultura del sollievo dalla sofferenza fisica e morale in favore di tutti coloro che stanno ultimando il loro percorso vitale, non potendo più giovarsi di cure destinate alla guarigione».

## Riferimenti normativi
- Legge 15 marzo 2010, n. 38 - Disposizioni per garantire l'accesso alle cure palliative e alla terapia del dolore